# 東寧王國 (歌仔戲)
《東寧王國》（Tong-lîng Ông-kok）是台灣歷史上鄭氏東寧王朝的時代歌仔戲，共八幕，表演語言為台語。西元1994年（民國八十三年）由河洛歌子戲團於台北市立社教館文化活動中心（今城市舞台）演出，編劇為陳永明。

## 劇情與歷史
《東寧王國》在劇情上，與東寧國的歷史極為一致。劇情貫穿鄭氏王族三代，由鄭成功的遺志開始，經過了「鄭經嗣位之爭」、「建國東寧」、「西征清國」、「東寧之變」以及「澎湖之戰，東寧亡國」等一系列精彩史詩，將東寧王國的興衰描繪的鉅細靡遺。

## 分幕
1. 第一幕：〈誓抗滿清〉
2. 第二幕：〈春臨台灣〉
3. 第三幕：〈三姓聯姻〉
4. 第四幕：〈內憂外患〉
5. 第五幕：〈佈計釋權〉
6. 第六幕：〈漢失中土〉
7. 第七幕：〈奸佞得逞〉
8. 第八幕：〈東寧國亡〉

## 演員與工作人員

### 演員
1. 小咪：飾演鄭克臧（第四代延平王、監國、世子）
2. 石惠君：飾演陳蕙蘭（廢妃陳氏）
3. 王金櫻：飾演董國太（王太妃董氏）
4. 許秀琴：飾演鄭經（第三代延平王）
5. 呂雪鳳：飾演陳永華（東寧總制）
6. 林久登：飾演馮錫範（侍衛將）
7. 羅育忠：飾演國姓爺鄭成功（第一代延平王）、施琅（清國將領）
8. 王銘豪：飾演劉國軒
9. 羅文：飾演李茂